# The Talos Principle
The Talos Principle — це відеогра-головоломка від першої особи, розроблена компанією Croteam і опублікована видавцем Devolver Digital. Випуск гри відбувся одночасно на Linux, OS X і Windows у грудні 2014 року. Пізніше гра вийшла на Android у травні 2015, на PlayStation 4 у жовтні 2015, і на iOS 11 жовтня 2017 року, а 18 жовтня 2017 року вона стала доступна для Oculus Rift і HTC Vive.
Сюжет гри філософський. Своє ім'я гра запозичила з грецької міфології від Талоса, велетенського механічного чоловіка, який захищав Європу на острові Крит від піратів і нападників. Інші імена у грі взяті з релігії, літератури і міфології: Елогім, Геенна, (Джон) Мільтон, Самсара та Уріель.

## Ігровий процес
The Talos Principle є сюжетною грою-головоломкою, яку можна проходити від першої або від третьої особи. Гравець виступає у ролі робота із явно людською свідомістю, проходячи ряд локацій, які загалом містять понад 120 пазлів. У середовищах гри оранжерея, пустеля і кам'яні руїни переплітаються з технологіями майбутнього.
Для розгадування головоломок гравцеві потрібно збирати «сигіли» у формі тетроміно (блоків тетрису), блукаючи по лабіринтах і долаючи перешкоди. Такими перешкодами є керовані комп'ютером дрони, що вибухають і вбивають гравця, якщо підійти до них надто близько і настінні турелі, які зблизька можуть застрелити. Якщо гравець помирає від них, то вони повертаються на свої місця і пазл потрібно розгадувати заново. Вимикати дрони і турелі можна портативними глушителями, які також вимикають стіни із силових полів, що блокують шлях гравцеві. Збираючи сигіли і розгадуючи більше головоломок, вам відкриваються нові елементи пазлів. Портативні кристали заломлювання світла дозволяють гравцеві активувати світлові перемикачі. Коробки дозволяють гравцеві вилізати вище або закривати шлях дронам і великі вентилятори можуть переміщувати у повітрі гравця або інші об'єкти пазлу. Пізніше гравець отримує доступ до пристрою, який може створити часовий запис його дій таким чином, що можна взаємодіяти з цим записом для виконання завдань, наприклад, розмістити клона, аби він певний час тримав активованим перемикач.
Прогрес протягом гри обмежується дверима або іншими системами безпеки, які вимагають зібрати певну кількість фрагментів сигілів. Як тільки отримано потрібні сигіли для цих дверей або системи, вони мусять бути використані для складання пазлу з блоків, щоби розблокувати ту систему. Спеціальні зіркові сигіли можна знайти завдяки унікальному розгадуванню деяких пазлів, що у свою чергу дозволяє розблокувати додаткові пазли. Разом з необхідністю збирати всі сигіли для належного завершення гри, структура ігрового світу дозволяє вам залишати складніші пазли на потім і пробувати інші. Центральна територія гри поєднує три головних світи, які відіграють роль вузлів. У грі також можна знайти «посланців», схожих між собою андроїдів, які одного разу прокинулися, щоби надати єдину підказку для розгадки пазлу.
Окрім цих елементів головоломок, відкриті середовища ще можна подосліджувати, щоби знайти комп'ютерні термінали, що містять додаткові розповіді і подальші пазли, як і QR-коди від попередніх шукачів пригод у цьому світі, що залишилися як графіті на різних стінах і голографії з аудіозаписами.

## Сюжет
Персонаж гравця, безіменний андроїд, прокидається у спокійному, безтурботному середовищі. Нетілесна сутність на ім'я Елогим навчає андроїда досліджувати спеціально створені для цього світи і вирішувати різні пазли, щоби збирати сигіли, але попереджує не підніматися на вежу, яка розташована посередині світів. Для андроїда все більше стає очевидним те, що ці світи існують тільки у віртуальні реальності і що він, які і всі інші андроїди на його шляху є окремими сутностями зі штучним інтелектом (ШІ) і з комп'ютерною програмою. Деякі ШІ траплаяються йому як Посланці, які самовіддано служать Елогиму і супроводжують андроїда під час розгадування пазлів. Повідомлення, які залишили інші ШІ являють собою різні погляди про штучні світи і про Елогима: деякі з них ставлять під сумнів слова Елогима, в той час як інтерфейс бібліотеки Мільтона, текстова програма на різних комп'ютерних терміналах, заохочує іти проти Елогимових вказівок.
У комп'ютерних терміналах зберігаються репортажі і особисті записи останніх днів людства, яке вимерло під впливом смертельного вірусу, що був прихований у вічній мерзлоті і спалахнув у результаті глобального потепління. Кілька людських дослідників і науковців працювали, щоби зібрати якомога більше людських знань у величезних сховищах даних, сподіваючись, що інші наділені розумом види зможуть віднайти їх. Одна дослідниця, Александра Дреннан, запустила супутню програму «Extended Lifespan» для створення нових механічних видів, які б могли примножувати надбання людства, але це потребувало розробку дорогого штучного інтелекту із великим розумом і доброї волі для його завершення — того, що на її думку не відбулося б через довгий час після загибелі людства. Віртуальний простір служить тестовим майданчиком для нових сутностей зі штучним інтелектом, для розгадування пазлів, для показу розуму і також для прояву здатності іти наперекір Елогиму.
Коли андроїд завершує розгадування пазлів, він може дозволити Елогиму приєднатися до нього. Якщо гравець обирає цей варіант, тоді андроїд провалює необхідну «перевірку на незалежність» і створюється нова ітерація штучного інтелекту, і він змушений заново розгадувати пазли (гравець проходитиме гру спочатку). Якщо гравець веде андроїда до таємного входу до вежі, андроїд стає одним із Елогимових посланців, але знову гру потрібно проходити спочатку.
Гравець також може не послухатися Елогима і піднятися на вежу. Нагорі він знаходить двох інших ШІ — Чабана і Самсару. Обоє заперечували Елогима, але їм не вдалося дістатися верхівки вежі самотужки. Чабан пробує допомогти андроїду, знаючи про головну ціль програми «Extended Lifespan», в той час як Самсара перешкоджає прогресу цієї програми, вважаючи, що тільки світ пазлів зараз є важливим. Андроїд зрештою дістається верхівки і біля останнього терміналу Елогим пробує востаннє відвернути андроїда від переходу за межі віртуального світу. Залежно від взаємодії гравця з Мільтоном, Мільтон може запропонувати свої знання про людство і приєднатися до андроїда під час переходу.
Після переходу андроїда віртуальний світ знищується. Штучний інтелект для андроїда прокидається у тілі андроїда у реальному світі і входить у світ, позбавлений людей.

### Шлях до Ґеєнни
У доповненні «Шлях до Ґеєнни», наприкінці головного сюжету, гравець виступає у ролі ще одної сутності зі штучним інтелектом на ім’я Уріель. Йому підказує Елогим як звільнити ряд інших штучних інтелектів, яких ув’язнили у частині комп’ютерної бази даних під назвою «Ґеєнна». Коли симуляція вже відслужила своє, комп’ютерні сервери вимикаються і Елогим хоче, щоб Уріель допоміг цим «ШІ» підготуватися до «сходження»: вивантаження своїх знань і спогадів до протагоніста основного сюжету. Досліджуючи цю сферу знань, Уріель дізнається, що багато інших «ШІ» створили власні уявлення про те, яким було людство із записів і мають різні ставлення від сумніву до прийняття намірів Уріеля і назрілого сходження. Уріель може спостерігати спілкування «ШІ» через імпровізовану дошку повідомлень, де вони обговорюють природу Ґеєнни, розуміння людства. Деякі з них висловлюють свої думки через прозу і художню літературу.
Як тільки Уріель звільняє 17 штучних інтелектів, останній, «Адмін», який першим з’явився у Ґеєнні, зв’язується з Уріелем. Уріедь визнає, що вони маніпулювали іншими жителями Ґеєнни заради збереження порядку відповідно до різних рівнів штучних інтелектів і прийняття їхнього оточення. Якщо гравець зібрав всі додаткові зірки у світах, йому дається шанс пройти ще один світ і звільнити Адміна, але оскільки для сходження залишається тільки один вільний слот, Адмін та Уріель не можуть обоє вивантажитися. Залежно від вибору гравця, один з них або обидва залишаються, коли знищується штучний світ. Адмін також може попросити, щоб Уріель стер із записів будь-які сліди маніпуляцій Адміна, які він вчинив перед сходженням; якщо гравець вирішує не видаляти ці сліди, тоді інші штучні інтелекти дізнаються і реагують на те, як Адмін ними маніпулював.

## Відгуки критиків
Гра The Talos Principle була оціненою критиками сукупно у 85 балів із 100 (55 рецензій) на Metacritic.  Оглядачі широко похвалили як випробування пазлами, так і елементи філософії, що вбудовані у сюжет гри. Гру також прокоментували кілька ігрових дизайнерів і розробників. Маркус Перссон, творець Minecraft, написав: « Пройшов The Talos Principle і я нагороджую цей витвір швидкоплинної розваги п’ятьма балами із п’яти. Також ця гра змінила мене.»  Александер Брюс, творець головоломки Antichamber, прокоментував: «Чоловіче, The Talos Principle такий бездоганний. Боже мій. Мені це сподобалося. Винятковий дизайн пазлів і структура сюжету.» 

## Українська локалізація
Основна частина гри спершу перекладалася Bezsonnyi , учасником групи перекладачів-волонтерів STS UA. Спочатку локалізацію планувалося випустити як предмет майстерні Steam. Через певні проблеми переклад покинуто. 
10 лютого 2025 року почався неофіційний переклад іншою групою волонтерів. Станом на 13 квітня 2025 року перекладено 70% гри.